# The Grid
The Grid – angielska grupa grająca muzykę elektroniczną. Została założona w 1990 przez producenta Richarda Norrisa i Davida Balla, byłego członka grupy Soft Cell. Najbardziej znana jest ze swych utworów: "Swamp Thing" i "A Beat Called Love". Inne popularne utwory to m.in. "Texas Cowboys", "Rollercoaster", "Flotation", "Diablo".

## Dyskografia
- Electric Head (1990)
- 456 (1992)
- Evolver (1994)
- Music for Dancing (1995)
- Doppelgänger (2008)